# Анджей Дворак
Анджей Дворак е полски химик, професор, чуждестранен член на Българска академия на науките.

## Биография
Роден е на 30 ноември 1946 г. в Забже, Полша. Директор е на Центъра за полимерни и въглеродни материали към Полската академия на науките и е международно признат учен в областта на полимерите и полимерните материали.
В продължение на около 40 години активно сътрудничи с български учени от Института по полимери и Института по органична химия с Център по фитохимия при БАН. С тях има 35 съвместни публикации, цитирани над 1000 пъти, два съвместни българо-полски патента, над 20 български учени са специализирали в ръководения от него Институт по полимерни и въглеродни материали към Полската академия на науките. Той е автор и съавтор на над 140 публикации в международни списания, на няколко глави от книги и 4 патента.
Член е на Редакционната колегия и на Редакционния съвет на „Списание на БАН“. Владее български език. За неговите заслуги към БАН през 2010 г. е награден с „Почетен знак“ на БАН.
Умира на 9 февруари 2021 г.